# グッド・ラック
「グッド・ラック」（Good luck）は、1978年9月10日に発売された野口五郎の28枚目のシングルである。

## 概要
第20回日本レコード大賞・金賞、 第9回日本歌謡大賞・放送音楽賞を受賞した。第29回NHK紅白歌合戦にも新御三家の郷ひろみ・西城秀樹とともに出場した。
1973年の「オレンジの雨」から連続21作目のBEST10入りとなったが、現時点で野口のオリコン10位内のランクインは同曲が最後となっている。

## 収録曲
- 全曲作詞：山川啓介／作曲：筒美京平

1. グッド・ラック
編曲：高田弘
2. 消えたハリケーン
編曲：筒美京平

## カバー
- 2005年、稲垣潤一（アルバム『Unchained Melody』に収録）
- 2014年、坂本慎太郎（シングル『あなたもロボットになれる feat. かもめ児童合唱団』に収録）